# Weihwasserbecken (Huriel)

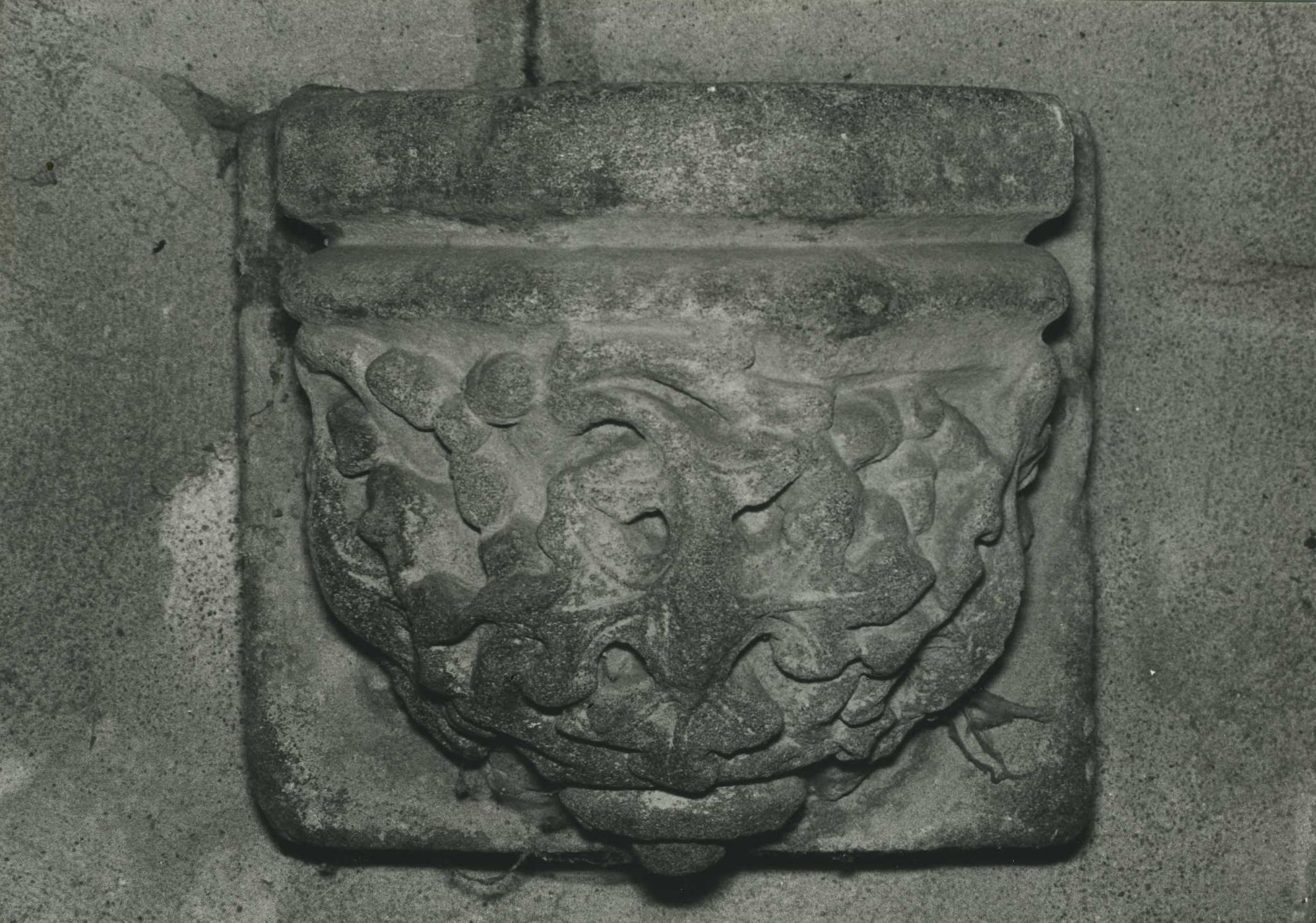
Weihwasserbecken in Huriel

Das Weihwasserbecken in der Kirche Notre-Dame in Huriel, einer französischen Gemeinde im Département Allier der Region Auvergne-Rhône-Alpes, wurde im 15. oder 16. Jahrhundert geschaffen. Im Jahr 1985 wurde das gotische Weihwasserbecken als Monument historique in die Liste der denkmalgeschützten Objekte (Base Palissy) in Frankreich aufgenommen.
Das Becken aus Stein ist mit Akanthusornamenten geschmückt. 